# Premio de Historia Wolfson
El Premio de Historia Wolfson se otorga anualmente en el Reino Unido desde 1972. Fue establecido en gran medida por la iniciativa de Leonard Wolfson, respaldado por los síndicos de la Fundación Wolfson y otros asesores, entre ellos Isaiah Berlin y George Weidenfeld.
A continuación se enumeran los ganadores del Premio de Historia Wolfson. Hasta 1987 se entregaron los premios al final del año del concurso; desde entonces, han sido concedidos al año siguiente.
| 2016 | Robin Lane Fox, Augustine: Conversions and Confessions (Allen Lane) Professor Nikolaus Wachsmann, KL: A History of the Nazi Concentration Camps (Little, Brown) |
| 2015 | Professor Richard Vinen, National Service: Conscription in Britain, 1945-1963 (Allen Lane) Professor Alexander Watson, Ring of Steel: Germany and Austria-Hungary at War, 1914-1918 (Allen Lane) |
| 2014 | Professor Catherine Merridale, Red Fortress: The Secret Heart of Russia's History (Allen Lane) Professor Cyprian Broodbank, The Making of the Middle Sea: A History of the Mediterranean from the Beginning to the Emergence of the Classical World (Thames & Hudson)                                                        |
| 2013 | Professor Christopher Duggan, Fascist Voices: An Intimate History of Mussolini's Italy (Random House) Dr Susan Brigden, Thomas Wyatt: The Heart's Forest (Faber & Faber) |
| 2012 | Susie Harries, Nikolaus Pevsner: The Life (Chatto & Windus) Professor Alexandra Walsham, The Reformation of the Landscape: Religion, Identity & Memory in Early Modern Britain & Ireland (Oxford University Press) |
| 2011 | Dr (Professor) Ruth Harris, The Man on Devil's Island: Alfred Dreyfus and the Affair that Divided France (Allen Lane) Professor Nicholas Thomas, Islanders: The Pacific in the Age of Empire (Yale University Press) |
| 2010 | Mr (Lord) Jonathan Sumption, The Hundred Years War, vol. III: Divided Houses (Faber & Faber) Professor Dominic Lieven, Russia against Napoleon: The Battle for Europe 1807 to 1814 (Allen Lane) |
| 2009 | Professor Mary Beard, Pompeii: The Life of a Roman Town (Profile Books) Professor Margaret McGowan, Dance in the Renaissance: European Fashion, French Obsession (Yale University Press) |
| 2008 | Dr John Darwin, After Tamerlane: The Global History of Empire since 1405 (Allen Lane) (Dr) Rosemary Hill, God's Architect: Pugin & the Building of Romantic Britain (Allen Lane) |
| 2007 | Dr (Professor) Adam Tooze, The Wages of Destruction: The Making and Breaking of the Nazi Economy (Allen Lane) Dr (Professor) Christopher Clark, Iron Kingdom: The Rise and Downfall of Prussia 1600-1947 (Allen Lane) Professor Vic Gatrell, City of Laughter: Sex and Satire in Eighteenth-Century London (Atlantic Books)  |
| 2006 | Professor Evelyn Welch, Shopping in the Renaissance: Consumer Cultures in Italy 1400-1600 (Yale University Press) Professor Christopher Wickham, Framing the Early Middle Ages: Europe and the Mediterranean 400-800 (Oxford University Press)                                                                               |
| 2005 | Professor (Sir) Christopher Bayly, For his distinguished contribution to the writing of history Professor David Reynolds, In Command of History: Churchill Fighting and Writing the Second World War (Allen Lane) Professor Richard Overy, The Dictators: Hitler's Germany and Stalin's Russia (Allen Lane)                  |
| 2004 | Professor (Sir) Diarmaid MacCulloch, Reformation: Europe's House Divided 1490-1700 (Allen Lane) Dr Frances Harris, Transformations of Love: The Friendship of John Evelyn and Margaret Godolphin (Oxford University Press) Professor Julian Jackson, The Fall of France: The Nazi Invasion of 1940 (Oxford University Press) |
| 2003 | Professor Robert Gildea, Marianne in Chains: In search of the German Occupation 1940-1945 (Macmillan) Mr William Dalrymple, White Mughals: Love and Betrayal in Eighteenth-Century India (HarperCollins) |
| 2002 | Lord Jenkins of Hillhead, For his distinguished contribution to the writing of history Professor (Sir) Barry Cunliffe, Facing the Ocean: The Atlantic and its Peoples 8000BC-AD1500 (Oxford University Press) Professor Jerry White, London in the Twentieth Century: A City and its People (Viking)                         |
| 2001 | Professor (Sir) Ian Kershaw, Hitler 1936-1945: Nemesis (Allen Lane) Professor Mark Mazower, The Balkans (Weidenfeld & Nicolson) Professor Roy Porter, Enlightenment: Britain and the Creation of the Modern World (Allen Lane)                                                                                               |
| 2000 | Lord Briggs, For his distinguished contribution to the writing of history Mr Andrew Roberts, Salisbury: Victorian Titan (Weidenfeld & Nicolson) Professor Joanna Bourke, An Intimate History of Killing (Granta Books) |
| 1999 | Mr Antony Beevor, Stalingrad (Viking) Dr (Professor) Amanda Vickery, The Gentleman's Daughter: Women's Lives in Georgian England (Yale University Press) |
| 1998 | Professor John Brewer, The Pleasures of the Imagination: English Culture in the Eighteenth Century (HarperCollins) Patricia Hollis (Baroness Hollis of Heigham), Jennie Lee: A Life (OUP) |
| 1997 | Professor Eric J. Hobsbawm, For his distinguished contribution to the writing of history Dr (Professor) Orlando Figes, A People's Tragedy: The Russian Revolution 1891-1924 (Jonathan Cape) |
| 1996 | Professor H. G. C. Matthew, Gladstone, 1875-1898 (Oxford University Press) |
| 1995 | Ms Fiona MacCarthy, William Morris: A Life for Our Time (Faber and Faber) Professor John C. G. Rohl, The Kaiser and his Court: Wilhelm II and the Government of Germany (Cambridge University Press) |
| 1994 | Miss Barbara Harvey, Living and Dying in England 1100-1540 (Oxford University Press) Professor Robert Bartlett, The Making of Europe: Conquest, Colonization and Cultural Change 950-1350 (Allen Lane) |
| 1993 | Professor Lord Skidelsky, John Maynard Keynes, vol. 2: the Economist as Saviour 1920-1937 (Pan Macmillan) Professor Linda Colley, Britons: Forging the Nation 1707 - 1837 (Yale University Press) |
| 1992 | Lord Bullock, Hitler and Stalin: Parallel Lives (HarperCollins) Professor John Bossy, Giordano Bruno and the Embassy Affair (Yale University Press) |
| 1991 | Professor Colin Platt, The Architecture of Medieval Britain (Yale University Press) |
| 1990 | Professor Donald Cameron Watt, How War Came (William Heinemann) Mr Richard Fletcher, The Quest for El Cid (Hutchinson) |
| 1989 | Professor Paul Kennedy, The Rise and Fall of the Great Powers (Unwin Hyman) Professor Richard Evans, Death in Hamburg (Oxford University Press) |
| 1987 | Professor R. R. Davies (Sir Rees), Conquest, Coexistence, and Change: Wales 1063-1415 (Oxford University Press) Dr John Pemble, The Mediterranean Passion (Oxford University Press) |
| 1986 | Professor J. H. Elliott (Sir John), The Count-Duke of Olivares: The Statesman in an Age of Decline (Yale University Press) Professor Jonathan Israel, European Jewry in the Age of Mercantilism 1550-1750 (Oxford University Press)                                                                                          |
| 1985 | Mr John Grigg, Lloyd George: From Peace to War, 1912-1916 (Methuen) Dr Richard Davenport-Hines, Dudley Docker: The Life and Times of a Trade Warrior (Cambridge University Press) |
| 1984 | Lady Antonia Fraser, The Weaker Vessel: Woman's Lot in Seventeenth-Century England (Weidenfeld & Nicolson) Dr Maurice Keen, Chivalry (Yale University Press) |
| 1983 | Dr (Sir) Martin Gilbert, Winston S. Churchill, vol. VI: Finest Hour (Heinemann) Mr Kenneth Rose, King George V (Weidenfeld & Nicolson) |
| 1982 | Professor Sir Steven Runciman, Notable contribution to the writing of history Professor John McManners, Death and the Enlightenment (Oxford University Press) |
| 1981 | Reverend Professor (Sir) Owen Chadwick, Notable contribution to the writing of history Dr (Professor) John Burrow, A Liberal Descent: Victorian Historians and the English Past (Cambridge University Press) |
| 1980 | Professor F. S. L. Lyons, Culture and Anarchy in Ireland, 1890-1939 (Oxford University Press) Dr (Professor) Robert Evans, The Making of the Habsburg Monarchy (Oxford University Press) |
| 1979 | Professor Richard Cobb, Death in Paris (Oxford University Press) Lady Mary Soames, Clementine Churchill (Cassell) Professor Quentin Skinner, The Foundations of Modern Political Thought (Cambridge University Press) |
| 1978 | Mr H. M. Sir Howard Colvin, Notable contribution to the writing of history Mr (Sir) Alistair Horne, A Savage War of Peace: Algeria, 1954-1962 (Macmillan) |
| 1977 | Mr Denis Mack Smith, Mussolini's Roman Empire (Longman & Co) Mr (Professor) Simon Schama, Patriots and Liberators: Revolution in the Netherlands, 1780-1813 (Collins) |
| 1976 | Professor Sir Nikolaus Pevsner, A History of Building Types (Thames & Hudson) Dr (Professor) Norman Stone, The Eastern Front 1914-17 (Hodder & Stoughton) |
| 1975 | Lady Frances Donaldson, Edward VIII (Weidenfeld & Nicolson) Professor (Dame) Olwen Hufton, The Poor of Eighteenth-Century France (Oxford University Press) |
| 1974 | Professor (Sir) Moses Finley, The Ancient Economy (Chatto & Windus) Dr Theodore Zeldin, France, 1848-1945: Ambition, Love & Politics (Oxford University Press) |
| 1973 | Dr (Dame) Frances Yates, The Rosicrucian Enlightenment (Routledge & Kegan Paul) Professor W. L. Warren, Henry II (Eyre & Spottiswoode) |
| 1972 | Professor (Sir) Michael Howard, Grand Strategy, Vol. IV (HMSO) Mr (Sir) Keith Thomas, Religion and the Decline of Magic (Weidenfeld & Nicolson) |